# Boroecia maxima
Boroecia maxima is een mosselkreeftjessoort uit de familie van de Halocyprididae. De wetenschappelijke naam van de soort is voor het eerst geldig gepubliceerd in 1896 door Brady & Norman.